# 175410 Tsayweanshun
175410 Tsayweanshun este un asteroid din centura principală de asteroizi.

## Descriere
175410 Tsayweanshun este un asteroid din centura principală de asteroizi. A fost descoperit pe 12 august 2006 la Observatorul Lulin de Hong Qin Lin și Ye Quan-Zhi. Asteroidul prezintă o orbită caracterizată de o semiaxă mare de 2,30 ua, o excentricitate de 0,14 și o înclinație de 9,0° în raport cu ecliptica.